# Soulfly
Soulfly ist eine seit 1997 bestehende Metal-Band. Sie wurde von Max Cavalera gegründet, nachdem er 1996 wegen interner Streitereien seine vorherige Band Sepultura verlassen hatte.
Während auf den ersten drei Alben überwiegend Nu Metal gespielt wurde, geht der Stil spätestens seit dem Album Prophecy aus dem Jahr 2004 wieder verstärkt in Richtung Thrash/Groove Metal und erinnert an die Musik von Sepultura.

## Geschichte
Die Band um den aus Brasilien stammenden Metal-Musiker Max Cavalera komplettierten Roy Mayorga am Schlagzeug (zuvor bei der Band Thorn tätig), Jackson Bandeira an der Gitarre (davor bei Chico Science) und der schon von Sepultura bekannte Marcello D. Rapp am Bass. Max Cavalera ist neben seinem Sängerposten auch an der Gitarre tätig, weiterhin ist er die treibende und oftmals auch ausführende Kraft beim Einsatz von außergewöhnlicheren Instrumenten, wie zum Beispiel dem Berimbau und einer elektrischen Sitar.
Auf diese Weise versucht sich der Bandleader seiner Vision einer Art von Weltmusik im rockigeren Gewand ohne festgelegte Grenzen anzunähern. Er möchte die Musikgruppe „mit der Idee von einer Verbindung von vielfältigem Sound mit spirituellen Inspirationen“ führen.
Das Debütalbum Soulfly erschien 1998 und erreichte Nummer 82 in den US-amerikanischen Billboard-Charts. Nach umfangreichen Touren übernahm Joe Nunez den Platz hinter dem Schlagzeug.
Ein merklicher Einfluss des Nu Metals machte sich auf dem Zweitwerk Primitive (2000) bemerkbar. Aufgrund des damaligen Medienrummels um diese neue Spielart des Metals und einer Vielzahl von Gastmusikern (unter anderem Tom Araya von Slayer, Corey Taylor von Slipknot und Sean Lennon) entwickelte sich das Album zum bisher erfolgreichsten in der Bandgeschichte. Es erreichte Platz 32 in den Billboard 200 und Nummer elf in den US-Independent-Charts.

Die Silbe Aum

Max Cavalera selbst produzierte das dritte Album mit der Bezeichnung 3, das im Jahr 2002 erschien und in den Billboard-Charts bis auf Platz 46 kam. Auf der Veröffentlichung fanden sich diverse Reminiszenzen an frühere Thrash-Werke und auch Roy Mayorga war wieder zurück hinter dem Schlagzeug. Obwohl das Album bis heute generell mit der Ziffer „3“ benannt wird, muss jedoch festgehalten werden, dass das Zeichen auf dem Cover zwar der Ziffer ähnlich ist, aber eigentlich eine künstlerisch gestaltete Form des spirituellen „Aum“ zeigt.
Für das vierte Album Prophecy rekrutierte Max Cavalera wieder eine komplett neue Besetzung und machte damit deutlich, dass Soulfly für ihn keine feste Band, sondern ein sich ständig veränderndes Projekt nur mit ihm als feste Konstante darstellt.

Das Logo der Band seit den Anfangstagen

Joe Nunez war nun zurück am Schlagzeug, Marc Rizzo (Ex-Ill Niño) neu an der Gitarre. Die etwas ungewöhnliche Besetzung mit zwei Bassisten (David Ellefson von Megadeth und Bobby Burns von Primer 55) rechtfertigte Max Cavalera mit der Begründung, dass er zur bestmöglichen Verwirklichung verschiedener Musikstile erfahrene Musiker aus unterschiedlichen Bereichen brauche.
Nach mehrfachen Ausflügen in lateinamerikanische musikalische Gefilde, welche schon auf dem Album Roots von Sepultura erstmals in aller Deutlichkeit zu finden waren, kann man auf Prophecy die Ergebnisse einer längeren Reise durch Osteuropa hören. Dort spielte Max Cavalera unter anderem mit der serbischen Hardcore-Band Eyesburn zusammen, welche auch bei der Aufnahme des Songs Moses – textlich eine ausschweifende Stellungnahme zu Max Cavaleras religiösen Überzeugungen – mitwirkten. Prophecy wurde am 30. März 2004 veröffentlicht und schaffte es auf Platz 24 der deutschen Charts.
Der Titel des am 30. September 2005 erschienenen fünften Albums ist Dark Ages. Es wurde in Arizona, Belgrad, Paris, Moskau und Istanbul aufgenommen und vereint dadurch wieder eine ähnliche musikalische Weltreise wie sein Vorgänger Prophecy. Erstmals hatte die Besetzung der Band sich nicht zwischen zwei Alben verändert, nur Dave Ellefson war nicht mehr als zweiter Bassist an Bord. Wie für Soulfly typisch, finden sich auf Dark Ages wieder einige Gastmusiker, so zum Beispiel Nemanja Kojić (Song: Innerspirit), Paul Fillipenko und Billy Milano (Molotov), David Ellefson (Riotstarter) oder Max Cavaleras Stiefsohn Richie Cavalera (Staystrong). Allgemein hört sich das fünfte Werk von Soulfly wieder verstärkt nach der früheren Band Sepultura an, Musikkritiker lobten diese teilweise Rückbesinnung ohne Aufgabe der eigenen Charakteristik Soulflys überwiegend. Im deutschen Metal Hammer wurde Dark Ages zum „Album des Monats“ gewählt.
Am 25. Juli 2008 veröffentlichten Soulfly mit Conquer ihr sechstes Studioalbum. Es wurde ab September 2007 in den Studios des eigenen Bassisten, Bobby Burns, aufgenommen. Wie auch auf den Vorgängeralben finden sich verschiedene Gastmusiker wie zum Beispiel Dave Peters von Throwdown oder David Vincent von Morbid Angel.
Das siebte Studioalbum mit dem Titel Omen ist am 25. Mai 2010 erschienen. Am 18. Juli erklärte Bassist Bobby Burns via Twitter seinen Ausstieg. Er möchte sich vermehrt um seine eigenen Projekte kümmern.
Burns’ Platz wurde zunächst von Johny Chow, auch Bassist bei Max Cavaleras anderem Projekt Cavalera Conspiracy, eingenommen. Am 30. Juni 2011 gab die Band bekannt, dass sie mit Tony Campos einen neuen Bassisten gefunden haben. Campos spielte zuvor bereits bei Bands wie Static-X, Prong oder Ministry.
Ende 2011 befand sich die Band im Studio, um das am 9. März 2012 erschienene achte Studioalbum Enslaved aufzunehmen. Als Produzent fungierte Chris „Zeuss“ Harris (Chimaira, All That Remains). Mit David Kinkade (ex-Borknagar) ist ein neuer Schlagzeuger in der Band vertreten.
Im Oktober 2012 verließ Schlagzeuger David Kinkade die Band, seinen Posten übernahm Max Cavaleras Sohn Zyon. Am 4. Oktober 2013 erschien das neunte Studioalbum Savages, das zum ersten Mal über Nuclear Blast vertrieben wird. 2015 verließ Tony Campos die Band, um sich Fear Factory anzuschließen. Im August 2021 gab die Band bekannt, Marc Rizzo gefeuert zu haben. Vorausgegangen war ein Statement der Band, dass Dino Cazares auf der US-Tour 2021 Gitarre spielen werde.

## Trivia
Das Logo der Band und einige der Albencover wurden von dem Tätowierkünstler Leo Zulueta entworfen.

## Bandmitglieder

Soulfly live auf dem With Full Force 2018
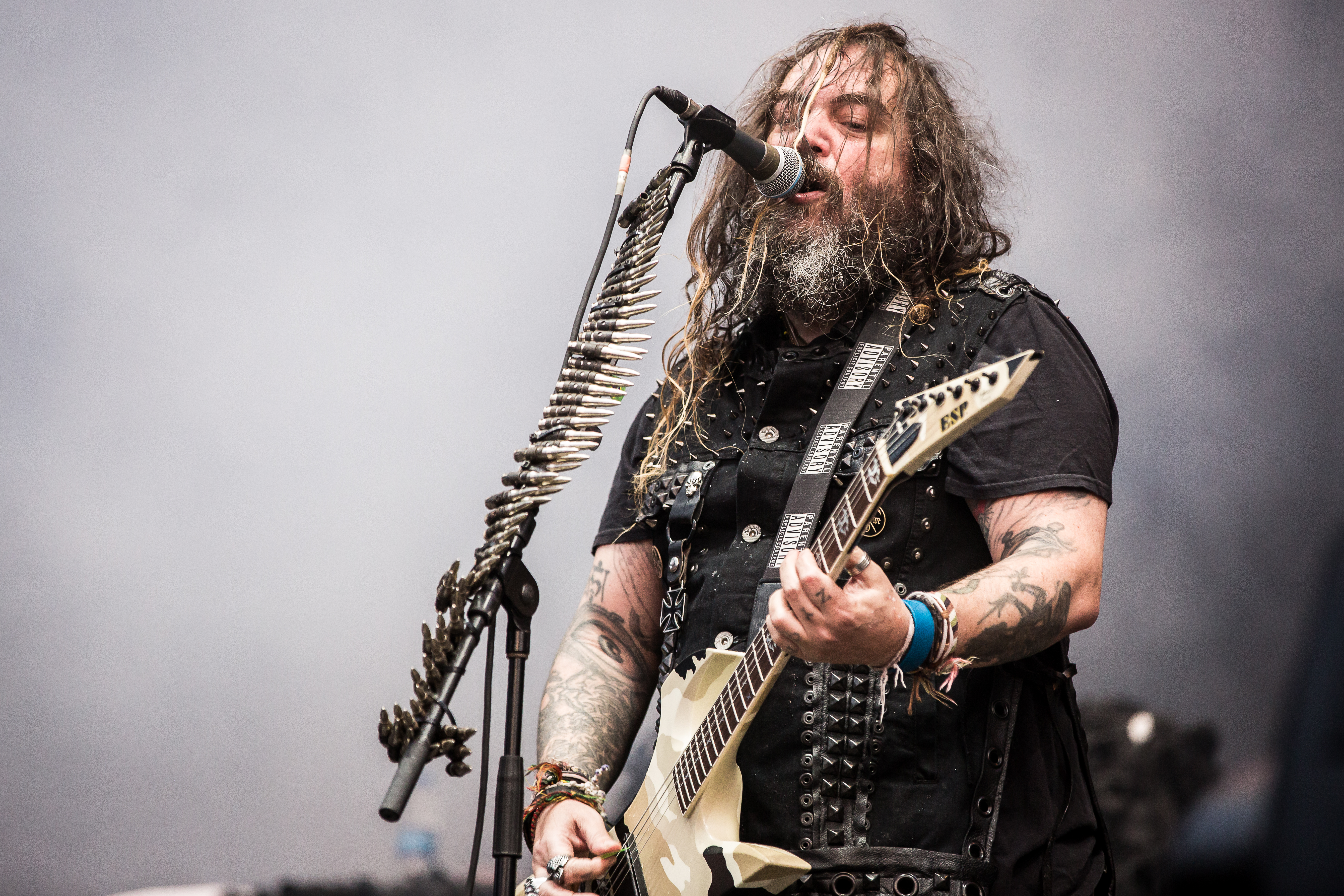
Sänger und Rhythmus-Gitarrist Max Cavalera
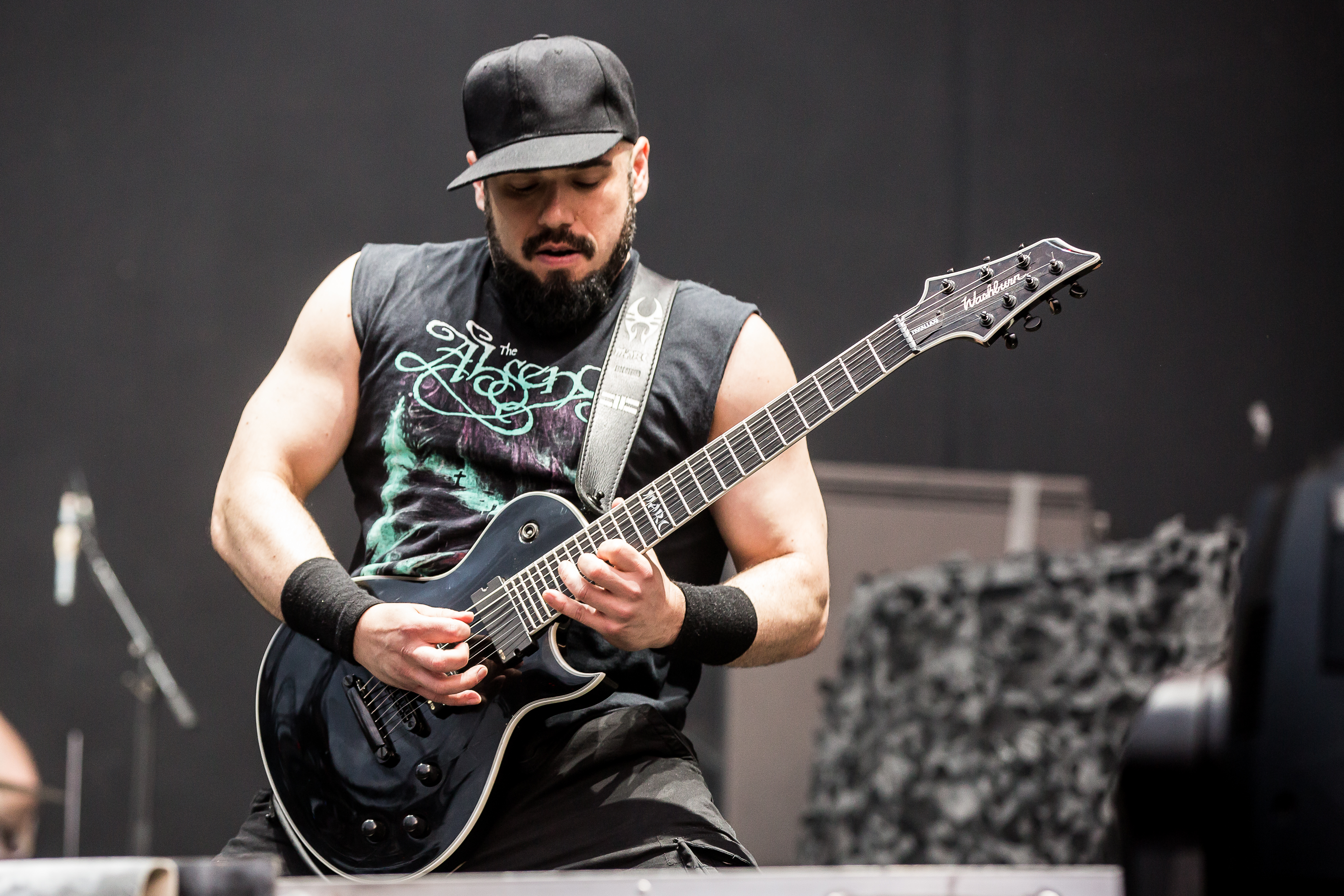
Lead-Gitarrist Marc Rizzo
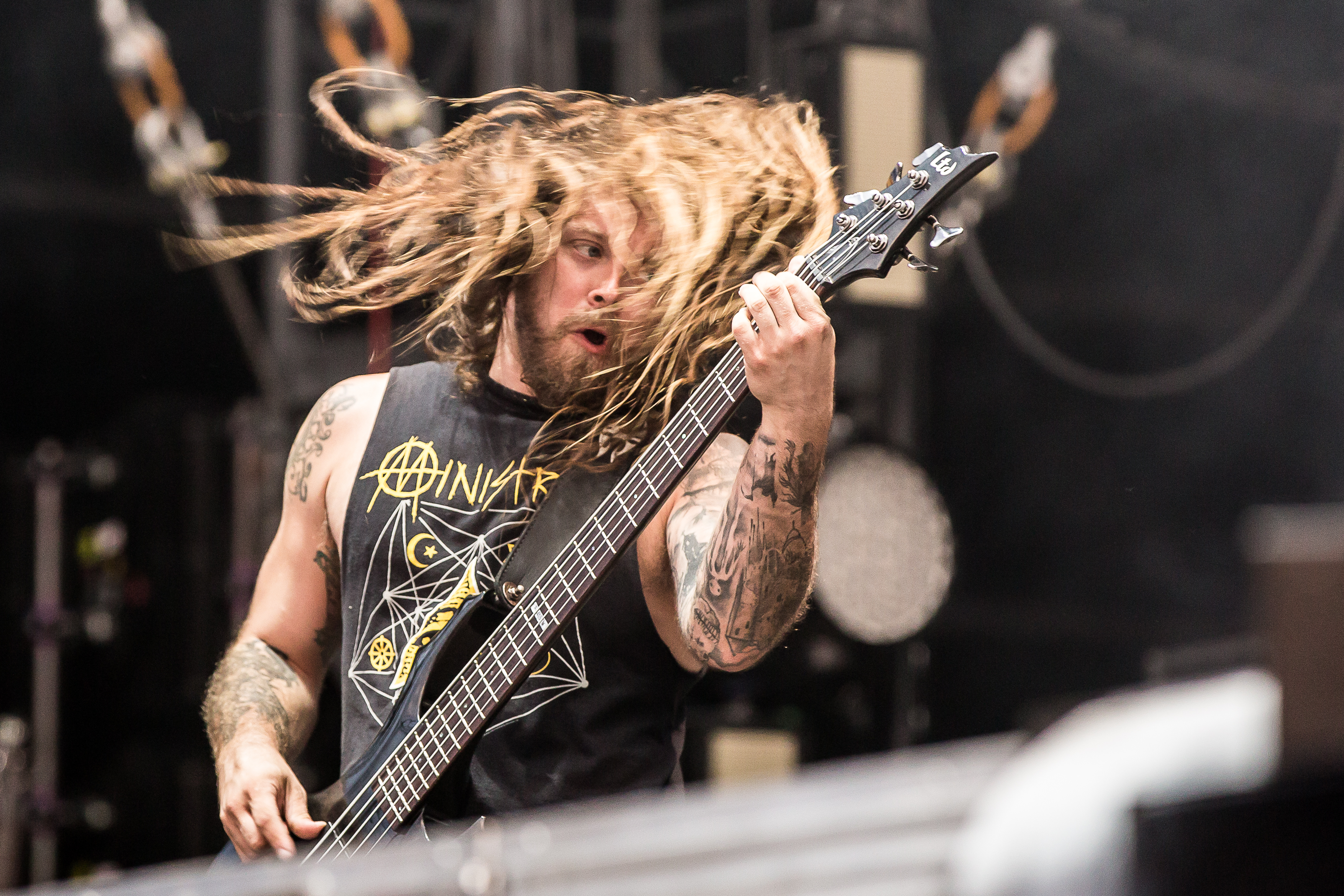
Bassist Mike Leon

## Diskografie
Studioalben

| Jahr | Titel Musiklabel             | Höchstplatzierung, Gesamtwochen, AuszeichnungChartplatzierungen (Jahr, Titel, Musiklabel, Platzierungen, Wochen, Auszeichnungen, Anmerkungen) | Höchstplatzierung, Gesamtwochen, AuszeichnungChartplatzierungen (Jahr, Titel, Musiklabel, Platzierungen, Wochen, Auszeichnungen, Anmerkungen) | Höchstplatzierung, Gesamtwochen, AuszeichnungChartplatzierungen (Jahr, Titel, Musiklabel, Platzierungen, Wochen, Auszeichnungen, Anmerkungen) | Höchstplatzierung, Gesamtwochen, AuszeichnungChartplatzierungen (Jahr, Titel, Musiklabel, Platzierungen, Wochen, Auszeichnungen, Anmerkungen) | Höchstplatzierung, Gesamtwochen, AuszeichnungChartplatzierungen (Jahr, Titel, Musiklabel, Platzierungen, Wochen, Auszeichnungen, Anmerkungen) | Anmerkungen                                              |
| Jahr | Titel Musiklabel             | DE | AT | CH | UK | US | Anmerkungen                                              |
| ---- | ---------------------------- | --- | --- | --- | --- | --- | -------------------------------------------------------- |
| 1998 | Soulfly Roadrunner Records   | DE29 (6 Wo.)DE | AT28 (3 Wo.)AT | — | UK16 Silber · (5 Wo.)UK | US79 Gold · (3 Wo.)US | Erstveröffentlichung: 21. April 1998 Verkäufe: + 635.000 |
| 2000 | Primitive Roadrunner Records | DE16 (5 Wo.)DE | AT28 (4 Wo.)AT | CH76 (3 Wo.)CH | UK45 (2 Wo.)UK | US32 (5 Wo.)US | Erstveröffentlichung: 26. September 2000                 |
| 2002 | 3 Roadrunner Records         | DE14 (9 Wo.)DE | AT12 (9 Wo.)AT | CH43 (8 Wo.)CH | UK61 (1 Wo.)UK | US46 (4 Wo.)US | Erstveröffentlichung: 25. Juni 2002                      |
| 2004 | Prophecy Roadrunner Records  | DE24 (6 Wo.)DE | AT15 (8 Wo.)AT | CH39 (6 Wo.)CH | — | US82 (1 Wo.)US | Erstveröffentlichung: 30. März 2004                      |
| 2005 | Dark Ages Roadrunner Records | DE29 (4 Wo.)DE | AT19 (5 Wo.)AT | CH44 (4 Wo.)CH | — | US155 (1 Wo.)US | Erstveröffentlichung: 4. Oktober 2005                    |
| 2008 | Conquer Roadrunner Records   | DE15 (6 Wo.)DE | AT16 (8 Wo.)AT | CH19 (6 Wo.)CH | UK64 (1 Wo.)UK | US66 (2 Wo.)US | Erstveröffentlichung: 29. Juli 2008                      |
| 2010 | Omen Roadrunner Records      | DE13 (4 Wo.)DE | AT19 (3 Wo.)AT | CH15 (2 Wo.)CH | UK100 (1 Wo.)UK | US73 (1 Wo.)US | Erstveröffentlichung: 25. Mai 2010                       |
| 2012 | Enslaved Roadrunner Records  | DE38 (1 Wo.)DE | AT32 (2 Wo.)AT | CH36 (2 Wo.)CH | — | US83 (1 Wo.)US | Erstveröffentlichung: 13. März 2012                      |
| 2013 | Savages Nuclear Blast        | DE41 (1 Wo.)DE | AT43 (1 Wo.)AT | CH48 (1 Wo.)CH | — | US84 (1 Wo.)US | Erstveröffentlichung: 1. Oktober 2013                    |
| 2015 | Archangel Nuclear Blast      | DE19 (2 Wo.)DE | AT31 (2 Wo.)AT | CH11 (3 Wo.)CH | UK57 (1 Wo.)UK | US130 (1 Wo.)US | Erstveröffentlichung: 14. August 2015                    |
| 2018 | Ritual Nuclear Blast         | DE27 (1 Wo.)DE | AT22 (1 Wo.)AT | CH19 (1 Wo.)CH | — | — | Erstveröffentlichung: 19. Oktober 2018                   |
| 2022 | Totem Nuclear Blast          | DE17 (1 Wo.)DE | AT25 (1 Wo.)AT | CH21 (2 Wo.)CH | — | — | Erstveröffentlichung: 5. August 2022                     |